# Barcelona Ladies Open 1992
Il Barcelona Ladies Open 1992 è stato un torneo di tennis giocato sulla terra rossa.
È stata la 12ª edizione del torneo, che fa parte della categoria Tier III nell'ambito del WTA Tour 1992.
Si è giocato al Real Club de Tenis Barcelona di Barcellona in Spagna, dal 20 al 26 aprile 1992.

## Campioni

### Singolare
Monica Seles ha battuto in finale  Arantxa Sánchez Vicario con il punteggio di 3–6, 6–2, 6–3

### Doppio
Conchita Martínez /  Arantxa Sánchez Vicario hanno battuto in finale  Nathalie Tauziat /  Judith Wiesner con il punteggio di 6–4, 6–1